# Luc Courchetet d’Esnans
Luc Courchetet d’Esnans (häufig auch als Lucien Courchetet bezeichnet, * 24. Juni 1695 in Besançon; † 2. April 1776 in Paris) war ein französischer Jurist und Agent der Hansestädte am französischen Hof.

## Leben
Courchetet stammte aus einer Familie, die mehrere Juristen hervorgebracht hatte. In seiner Jugend beabsichtigte er zunächst, in den Jesuitenorden einzutreten, entschied sich dann jedoch für das Studium der Rechtswissenschaft, das er mit Auszeichnung abschloss. Nach einigen Jahren als plädierender Jurist bei Gericht ging er nach Paris, wo er als Advokat am Parlement von Paris tätig war und dank der Protektion des Ministers Germain Louis Chauvelin verschiedene hochrangige Ämter bekleidete, darunter das des königlichen Zensors.
Nach dem Tod des bisherigen Agenten der Hansestädte, Antoine Poille, im Dezember 1729 schlug Jean-Baptiste Poussin, der französische Gesandte in Hamburg, Courchetet den Hansestädten als Nachfolger vor und wurde darin von Chauvelin unterstützt. Hamburg, Lübeck und Bremen akzeptierten diesen Vorschlag nach anfänglichen Bedenken, einem Protegé ihr Vertrauen zu schenken, so dass Courchetet noch im Januar 1730 am Hof von Versailles akkreditiert werden konnte. Als hanseatischer Gesandter war er der offizielle diplomatische Vertreter Lübecks, Hamburgs und Bremens bei der Regierung Frankreichs und vorwiegend zuständig für Angelegenheiten im Zusammenhang mit den bestehenden Handelsabkommen zwischen Frankreich und den drei Städten. Daneben erfüllte er für in Frankreich weilende Bürger der Hansestädte konsularische Aufgaben. Courchetet vertrat die drei Städte bis zu seinem Tode 1776 diplomatisch am Hof von Versailles, wobei er 1774 aus Altersgründen Louis d'Hugier, seinen Neffen und späteren Nachfolger, als Vertreter akkreditieren ließ und nicht mehr selber aktiv war.
Neben seiner Tätigkeit als Beamter, Advokat und Diplomat trat Courchetet als Verfasser mehrerer historischer, biographischer und philosophischer Werke in Erscheinung.